# Улпий Марцел
Улпий Марцел (на латински: Ulpius Marcellus; fl.: 181 – 184;) е политик и сенатор на Римската империя.
Той е управител на римската провинция Британия от 181 до 184 г. Сменя Церелий Приск.
Има син Улпий Марцел, който е управител на Британия (211).